# Enclave ed exclave in Europa
Si definisce enclave una nazione, un comune o altro tipo di territorio appartenente a uno stato sovrano che si trova completamente circondato dai confini di un altro stato ed è privo di sbocchi sul mare. 
Al contrario si può definire exclave una parte di uno stato (comune, frazione o parte di un territorio) quando questo si trova compreso all'interno di un altro stato.
Le due definizioni possono essere confuse ma non sono sinonimi poiché un exclave (territorio quindi esterno a un primo stato) ha sempre il corrispettivo di enclave (cioè è contenuto in un altro stato) mentre la stessa enclave può essere anche un intero stato contenuto in un altro senza che abbia frazioni, territori o comuni all'esterno di esso.

## Storia delle due definizioni
Il termine enclave è entrato nel gergo della diplomazia nel 1868 quando, proveniente dalla lingua francese e con un senso ereditato dal latino volgare venne formato unendo inclavatus (che significa chiuso, oppure bloccato) con clavis (chiave), mentre il termine exclave uscì come estensione logica del primo termine circa tre decenni più tardi.

## Stati sovrani enclave
In Europa ci sono due stati enclave:
| Stato              | Superficie | Popolazione | Enclave in |
| ------------------ | ---------- | ----------- | ---------- |
| San Marino         | 61 km²     | 32.404 ab.  | Italia     |
| Città del Vaticano | 0,44 km²   | 994 ab.     | Italia     |

Sono entrambi contenuti nei confini dell'Italia e privi di sbocchi sul mare.
Il Principato di Monaco, invece, pur essendo circondato dal territorio francese, non è un'enclave in quanto ha uno sbocco sul Mediterraneo.
La differenza tra uno Stato che abbia uno sbocco sul mare e uno che lo abbia su altra via d'acqua (Campione d'Italia, ad esempio, si affaccia sul Lago di Lugano) consiste nel fatto che nel diritto internazionale fiumi e laghi sono considerati esclusivamente acque interne (quindi tra i due stati un confine ci sarebbe in ogni caso) mentre l'accesso al mare permette di raggiungere le acque internazionali e il confine dello stato che comprende l'altro a un certo punto finirebbe.

## Territori exclave
L'unico territorio exclave è l'oblast' di Kaliningrad, istituito nel 1945 a seguito della spartizione della Prussia orientale tra Polonia e Unione Sovietica dopo la seconda guerra mondiale e formato dalla parte settentrionale della Prussia orientale diventata russa, dalla quale la maggior parte degli abitanti tedeschi è stata costretta a emigrare. Pur essendo un'exclave non è anche un'enclave, in quanto è circondato dal territorio lituano e polacco e ha uno sbocco al mare.
| Regione                | Superficie | Popolazione   | Densità       | Enclave in | Exclave di |
| ---------------------- | ---------- | ------------- | ------------- | ---------- | ---------- |
| Oblast' di Kaliningrad | 15.125 km² | 1.018.624 ab. | 67,35 ab./km² |            | Russia     |

## Comuni enclave
I comuni enclave sono cinque ed essendo parti di uno stato contenute nei confini di un altro stato sono exclave per lo stato a cui appartengono.
| Comune                | Provincia / Distretto             | Regione           | Superficie | Popolazione | Densità          | Enclave in  | Exclave di |
| --------------------- | --------------------------------- | ----------------- | ---------- | ----------- | ---------------- | ----------- | ---------- |
| Baarle-Hertog         | Provincia di Anversa              | Fiandre           | 7,48 km²   | 2.387 ab.   | 361,63 ab./km²   | Paesi Bassi | Belgio     |
| Büsingen am Hochrhein | Distretto governativo di Friburgo | Baden-Württemberg | 7,62 km²   | 1.536 ab.   | 201,57 ab./km²   | Svizzera    | Germania   |
| Campione d'Italia     | Provincia di Como                 | Lombardia         | 2,6 km²    | 1.880 ab.   | 2.065,93 ab./km² | Svizzera    | Italia     |
| Jungholz              | Distretto di Reutte               | Tirolo            | 7,06 km²   | 302 ab.     | 42,78 ab./km²    | Germania    | Austria    |
| Llívia                | Provincia di Gerona               | Catalogna         | 12,93 km²  | 1.504 ab.   | 116,32 ab./km²   | Francia     | Spagna     |

## Frazioni enclave
Le frazioni enclave sono sei ed essendo parti di uno stato contenute nei confini di un altro stato sono exclave per lo stato a cui appartengono.
| Frazione               | Comune                     | Provincia / Distretto            | Regione                          | Superficie | Popolazione | Densità          | Enclave in           | Exclave di  |
| ---------------------- | -------------------------- | -------------------------------- | -------------------------------- | ---------- | ----------- | ---------------- | -------------------- | ----------- |
| Baarle-Nassau          | Baarle-Nassau              | Brabante Settentrionale          |                                  | 0,748 km²  | 66 ab.      | ab./km²          | Belgio               | Paesi Bassi |
| Brezovica Žumberačka   | Ozalj                      |                                  | Karlovac                         | 0,0183 km² | 19 ab.      | 1.038,25 ab./km² | Slovenia             | Croazia     |
| Dubki                  |                            | Pečorskij rajon                  | Pskov                            | 1 km²      | 34 ab.      | 34 ab./km²       | Estonia              | Russia      |
| Medvež'e-San'kovo      |                            | Zlynkovskij rajon                | Brjansk                          | 4,5 km²    | 0 ab.       | 0 ab./km²        | Bielorussia          | Russia      |
| Međurečje              | Rudo                       |                                  | Regione di Foča                  | 2,6 km²    | 270 ab.     | 68,21 ab./km²    | Bosnia ed Erzegovina | Serbia      |
| Enclavi della Vennbahn | Monschau Roetgen Simmerath | Distretto governativo di Colonia | Renania Settentrionale-Vestfalia | 24,876 km² | 3.361 ab.   | 135,11 ab./km²   | Belgio               | Germania    |